# Ташкич
Ташки́ч (тат. Ташкич) — деревня в Арском районе Республики Татарстан, в составе Сизинского сельского поселения.

## Этимология названия
Топоним произошел от татарских слов «таш» (камень, каменный) и «кичү» (брод, переправа).

## География
Деревня находится на реке Кисьмесь, в 27 км к северо-востоку от районного центра, города Арска.

## История
Деревня известна с 1678 года как деревня по речке Кисмесь.
В XVIII – первой половине XIX века жители относились к сословию государственных крестьян. Основные занятия жителей в этот период – земледелие и скотоводство.
В начале XX века в деревне функционировали мечеть, водяная мельница. В этот период земельный надел сельской общины составлял 532,6 десятины.
В 1930-е годы в деревне организован колхоз «Интернационал».
До 1920 года деревня входила в Ново-Чурилинскую волость Мамадышского уезда Казанской губернии. С 1920 года в составе Арского кантона ТАССР. С 10 августа 1930 года в Арском, с 19 февраля 1944 года в Чурилинском, с 14 мая 1956 года в Арском районах.

## Население
| 1782 | 1859 | 1897 | 1908 | 1920 | 1926 | 1938 | 1949 | 1958 | 1970 | 1979 | 1989 | 2002 | 2010 | 2015 |
| ---- | ---- | ---- | ---- | ---- | ---- | ---- | ---- | ---- | ---- | ---- | ---- | ---- | ---- | ---- |
| 52   | 312  | 346  | 346  | 433  | 544  | 398  | 340  | 305  | 309  | 237  | 176  | 198  | 183  | 171  |

Национальный состав деревни: татары.

## Экономика
Жители работают преимущественно в «Агрокомплексе «Ак Барс», занимаются полеводством, молочным скотоводством.

## Объекты образования и культуры
В деревне действуют начальная школа (с 1930 года), клуб.

## Религиозные объекты
Мечеть (с 2008 года).